# Inkognitogata 18
Inkognitogata 18 é a residência oficial do primeiro-ministro da Noruega. Está localizado em Oslo, capital da Noruega. A residência foi concluída em 2008 e é um complexo de edifícios novos e antigos. Inclui os edifícios originais em Parkveien 45, Inkognitogata 18, Riddervolds gate 2, que foram conectados com novas estruturas, e os jardins de Parkveien 45 a 47.
A residência privada do primeiro-ministro fica em Inkognitogata 18, enquanto as residências oficiais e as salas de representação do governo estão em Parkveien 45 e Inkognitogata 18. Riddervolds gate 2 é a residência oficial para visitar dignitários estrangeiros. O complexo totaliza uma área de 3030 m2. A Ikognitogata 18 tem uma área de 670 m2 com os quartos privados, consistindo de 400 m2 
O projeto foi liderado pela Statsbygg e os arquitetos dos novos edifícios foram Riseng & Kiehl AS Arkitekter, enquanto Snøhetta projetou o jardim. O projeto teve um preço total de 315 milhões de coroas norueguesas.

## Residências do primeiro-ministro
A Noruega teve várias residências para seu líder estadual ao longo dos anos, mas não teve uma residência oficial para o primeiro-ministro até que a residência atual fosse concluída. A Parkveien 45 é considerada a primeira residência dos primeiros-ministros na Noruega, enquanto a Villa Stenersen em Tuengen allé 10c também serviu como residência do primeiro-ministro por algum tempo. O último primeiro-ministro que morou em uma residência antes da conclusão de Inkognitogata 18 foi Odvar Nordli, que morava em Villa Stenersen, mas ele se mudou antes que seu mandato terminasse e transferiu a residência para o ministro do Comércio, Hallvard Bakke. Nordli acreditava que Bakke, que morava em um pequeno apartamento com a esposa e dois filhos, precisava mais do espaço do que Nordli e sua esposa.
Em 2004, o primeiro-ministro Kjell Magne Bondevik propôs que uma residência adequada fosse construída por razões práticas e de segurança. Esses planos foram seguidos e Jens Stoltenberg tornou-se o primeiro primeiro-ministro a residir no prédio quando a expansão e a restauração foram concluídas em 2008.

## Primeiros-ministros que residiram na Inkognitogata 18
- Jens Stoltenberg (2008-2013)
- Erna Solberg (2013-presente)

## Edifícios individuais

### Parkveien 45
Parkveien 45 era a residência oficial do primeiro-ministro da Noruega, mas não tinha sido usado como tal por muitos anos.
A casa em Parkveien 45 foi originalmente construída como uma residência privada para Fredrik Sundt, um empresário que importava óleo de parafina, daí o nome popular da casa 'Villa Parafina'. A villa foi comprada pelo governo norueguês em 1896. De 1898 a 1908 foi usado como a residência do Primeiro-ministro da Noruega, abrigando Francis Hagerup, Johannes Steen, Otto Blehr, Christian Michelsen e Jørgen Løvland em sucessão. A partir de 1908 a casa foi a residência do ministro das Relações Exteriores até 1961, quando se tornou a casa de representação do governo. A casa é importante na história das negociações de independência da Noruega com a Suécia em 1905.